# Björn Herstad
Björn Herstad, född 25 januari 1980 i Norrstrands församling i Karlstad, är en svensk entreprenör och tidigare borgerlig politiker. 

## Biografi
Björn Herstad föddes i Karlstad som son till Erik Gustav Herstad och Maj Anneli Herstad Bergström. Björn Herstad är grundare till företaget Animail som säljer djurfoder. Han var bolagets VD mellan åren 2007 och 2013.

## Politik
Herstad inledde sin politiska bana 1996 inom Moderaterna och deras ungdomsförbund MUF. På grund av ideologiska motsättningar mellan nyliberaler och konservativa skedde en splittring där flera ledande ungmoderater, varav även Herstad, anslöt sig till Kristdemokraterna och KDU år 1999.
I KDU blev Herstad representant för den konservativa delen av organisationen. Han förespråkade en kristen värdekonservatism med stödjandet av "naturliga gemenskaper där den viktigaste är familjen" som ett återkommande tema. Herstad var detta år distriktsordförande för MUF-Värmland och blev i KDU ordförande för det nybildade Värmlandsdistriktet. Värmlandsdistriktets arbete präglades av en antisocialistisk hållning, ett avståndstagande från massindividualism till förmån för det civila samhället.
Herstad grundade det konservativa nätverket Engelbrekt år 2000 tillsammans med Charlie Weimers. Engelbrekt var värdekonservativt och uppmärksammades för sina nationalistiska inslag. Herstad författade nätverkets idéskrift.

## Övrig verksamhet
Herstad var ledare för föreningen Svenska Media från 2003 till 2004. Föreningen ville motverka det koncentrerade ägandet av media och gav bland annat ut tidningen Folkets Nyheter.
Herstad leder Dackeinstitutet, ett partipolitiskt obundet kristet och konservativt idéinstitut inom Skandinaviska Förbundet.